# Ixodes kohlsi
Ixodes kohlsi este o specie de căpușe din genul Ixodes, familia Ixodidae, descrisă de Joseph Charles Arthur în anul 1955. Conform Catalogue of Life specia Ixodes kohlsi nu are subspecii cunoscute.